# 67308 Öveges
67308 Öveges è un asteroide della fascia principale. Scoperto nel 2000, presenta un'orbita caratterizzata da un semiasse maggiore pari a 2,9980525 UA e da un'eccentricità di 0,0984241, inclinata di 9,58401° rispetto all'eclittica.
L'asteroide è dedicato al fisico ungherese József Öveges.